# فوکر اف.۸
فوکر اف.۸ (به انگلیسی: Fokker F.VIII) یک هواگرد ساختِ کارخانهٔ فوکر در کشور هلند است. نخستین استفاده‌کنندهٔ این هواگرد کی‌ال‌ام بوده‌است. این هواگرد برای نخستین بار در ۱۲ مارس ۱۹۲۷ میلادی مورد استفاده قرار گرفت.